# Stadtbefestigung (Namysłów)

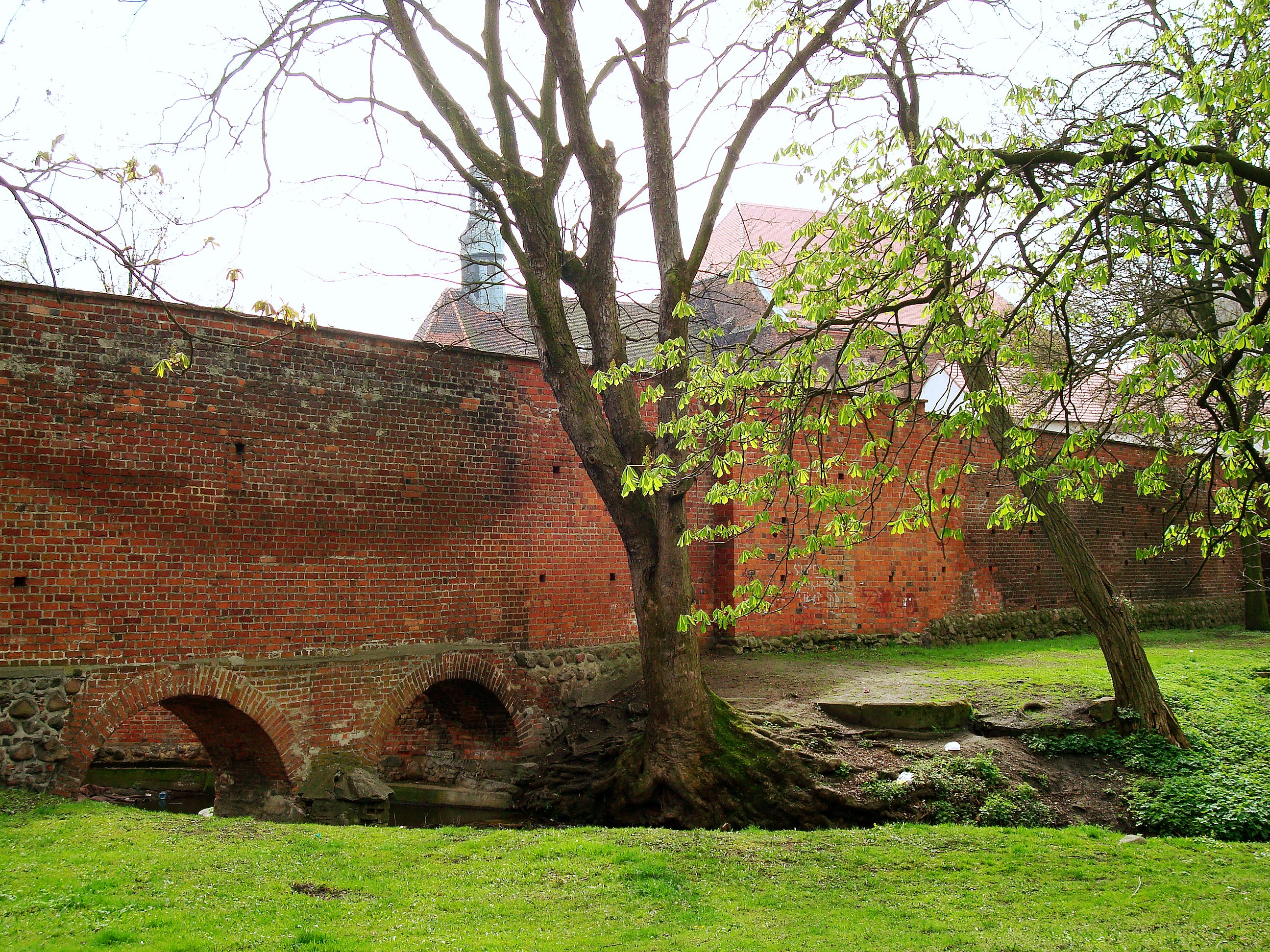
Fragmente der Stadtmauer an der Widawa

Die Stadtbefestigung der schlesischen Stadt Namysłów (dt. Namslau) ist in Teilen erhalten und umgibt den alten Ortskern.

## Beschreibung und Geschichte

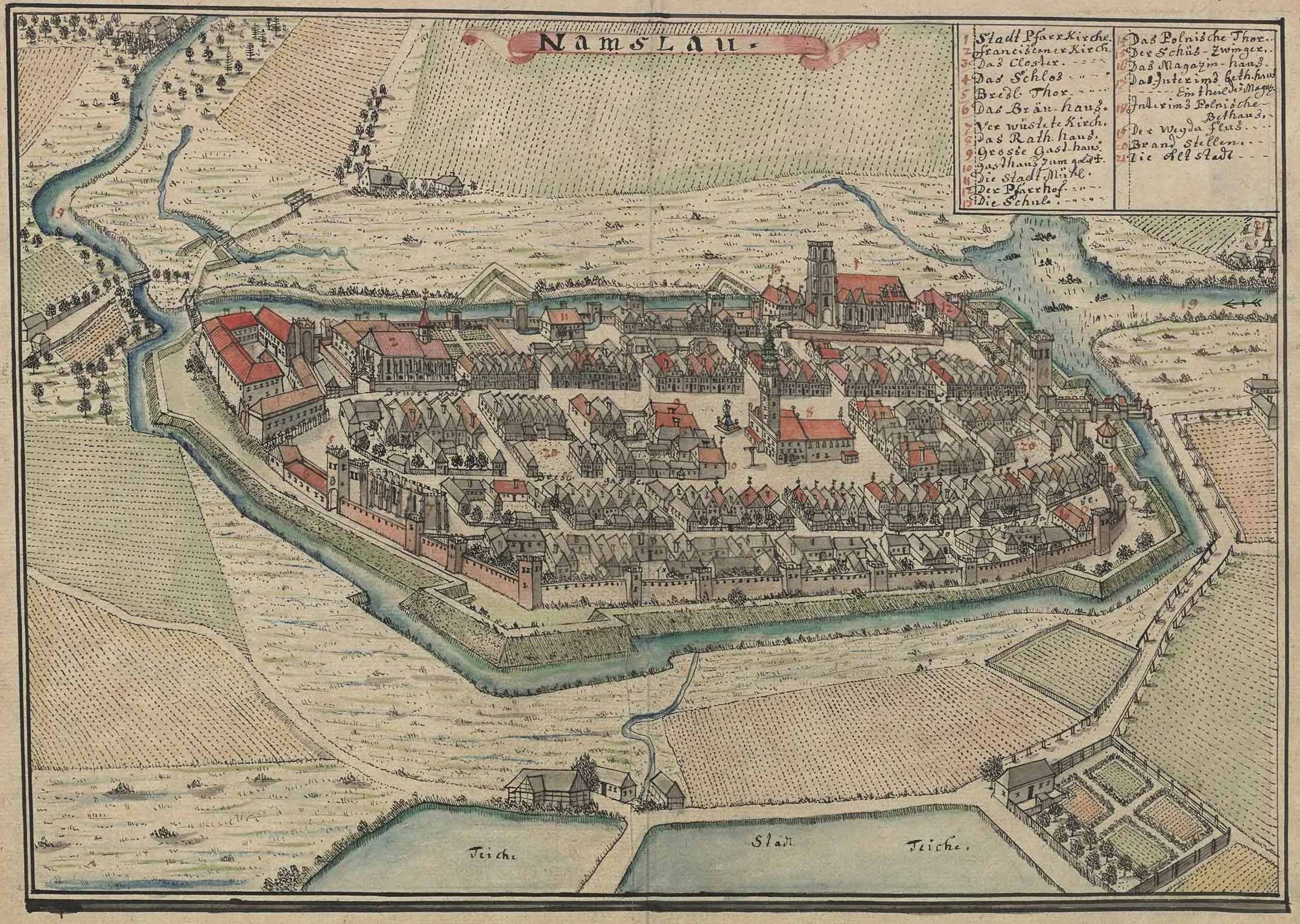
Ansicht von Namslau aus dem 18. Jahrhundert mit Stadtmauer

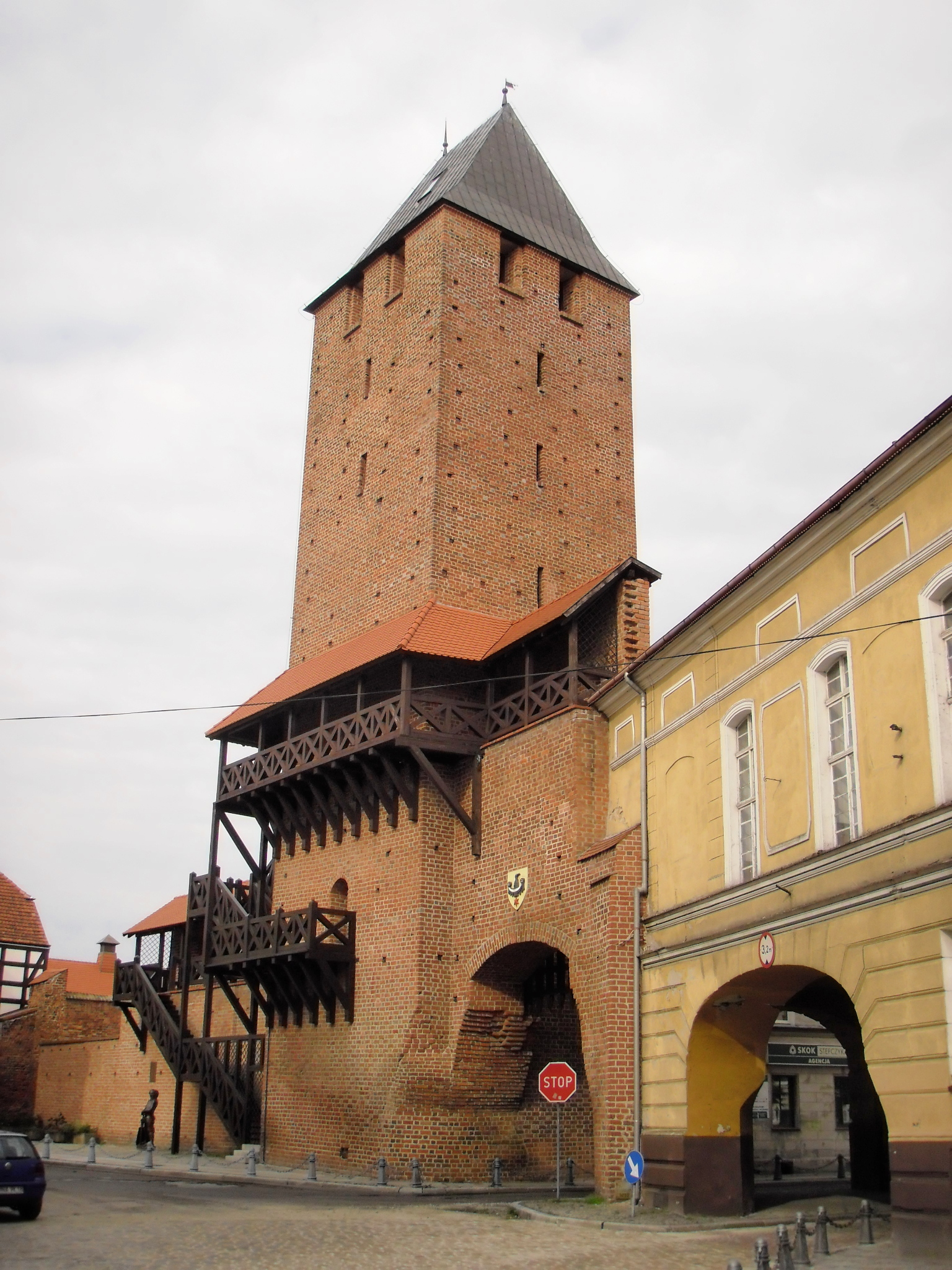
Krakauer Torturm

Eine erste Stadtbefestigung erhielt die Stadt Namslau im 14. Jahrhundert. Die Grundsteinlegung für die steinerne Mauer erfolgte im Jahr 1350 durch König Karl IV. Vollendet wurde die Mauer 1359. Die aus dem 14. Jahrhundert stammende Befestigungsanlage besaß ursprünglich zwei Stadttor: das Breslauer Tor im Westen und das Krakauer Tor im Osten. Ende des 14. Jahrhunderts wurden die Stadttore erhöht und neue Türme errichtet.
Zwischen 1657 und 1659 entstanden Bastionenbefestigungen. Zwischen 1722 und 1724 erfolgte eine letzte Erweiterung der Stadtbefestigung. Mitte des 19. Jahrhunderts wurde die Stadtmauer in Teilen geschleift. An der Stelle der ehemaligen Graben wurden zwischen 1856 und 1862 Promenaden und Parkanlagen angelegt. 1960 bis 1962 wurden die erhaltenen Mauerreste saniert.
Erhalten haben sich bis heute einzelne Fragmente der Stadtmauer, darunter vor allem im südlichen Bereich der Altstadt sowie Überreste von vier halbrunden und zehn quadratischen Wehrtürmen.
Die Befestigungsanlagen wurden am 28. Januar 1958 unter 262/58 in das Verzeichnis der Baudenkmäler der Woiwodschaft Oppeln eingetragen.

### Krakauer Turm
Der Krakauer Torturm ⊙ (poln. Brama Krakowska) an der ul. Krakowska entstand im 14. Jahrhundert auf einem quadratischen Grundriss. Der sechsgeschossige Turm besitzt ein 1960 rekonstruierten Wehrgang und ein Satteldach. Das Tor besitzt einen Segmentbogen.

### Breslauer Torturm
Der Breslauer Torturm ⊙ (poln. Brama Wrocławska) ist ehemaliger Torturm. Der Turm entstand im 14. Jahrhundert auf einem quadratischen Grundriss. 1863 wurde der Torturm abgerissen.